# Axel Westman (rådman)
Axel Westman i riksdagen kallad Westman i Halmstad, född 12 mars 1861 i Stockholm (Katarina), död 29 april 1935 i Stockholm (Oscar), var en svensk rådman och riksdagspolitiker.
Westman avlade hovrättsexamen i Uppsala 1885, blev vice häradshövding 1888, var auditör 1888–1902, stadsfogde i Halmstad 1891–1899, blev förste rådman 1899, var tf. borgmästare 1908–1916 och direktör vid AB Stockholms Spårvägar 1916–1922.
Westman representerade 1912–1917 högern i andra kammaren. I riksdagen skrev ha fyra egna motioner bland annat om lokala anslagsobjekt som Falkenbergs hamn och djupborrningar i Skåne och sydligaste Halland.
Han var vice ordförande i Halmstad-Nässjö Järnvägs AB, vice ordförande i Svenska järnvägsarbetsgivareföreningen, ledamot av järnvägarnas löneregleringskommitté 1914 och av strafflagskommissionen 1916.